# 왕개굴몬
《왕개굴몬》은 디지털 몬스터에 나오는 가공의 생명체이며 완전체의 양서류형 디지몬이다. 원판 이름은 토노사마게코몬(Tonosama Gekomon, トノサマゲコモン). 목소리 연기 : 마츠오 긴조, 쿠스노기 타이텐(게임판) / 故 김관진 / 밥 패픈브룩

## 소개
개굴몬들과 오타마몬들의 왕으로 생김새는 엄청 거대하고 뚱뚱한 개구리 디지몬으로 양어깨에 한 쌍에 큰 나팔이 있다. 성 안에서 계속 자고 있어서 개굴몬의 부탁으로 이미나의 노래를 듣고 깨어났다. 잠에서 깨어나자 오히려 자신의 잠을 방해한 이유로 자신을 깨워준 이미나와 부하들인 개굴몬과 오타마몬들, 일행들을 공격한다. 완전체답게 거대하고 강한 파워를 보였으나 메탈그레이몬의 공격을 받고 부서진 성에 깔려 다시 잠들어버린다.

## 진화과정
진화：올챙몬→개굴몬→왕개굴몬